# Wilsede
Das Heidedorf Wilsede (niederdeutsch/plattdüütsch Wils) ist ein Ortsteil der Gemeinde Bispingen im Heidekreis in der Lüneburger Heide, Niedersachsen. Es liegt mitten im Naturschutzgebiet Lüneburger Heide. Wilsede ist zwar kein Museumsdorf im engeren Sinne, dennoch sind hier alle Merkmale eines vorindustriellen Heidedorfes erhalten geblieben, die in anderen Landesteilen verlorengegangen sind. Es leben (Stand: September 2020) 29 Einwohner in dem Dorf.

## Geografie
In der Nähe von Wilsede liegt der 169 m hohe Wilseder Berg. Er ist ein Teil einer Endmoräne, die während der Saaleeiszeit entstanden ist. Im Süden des Dorfes liegen der Steingrund und der Totengrund, periglaziale Trockentäler, die mit Besenheide bestockt sind. Weitere größere Heidegebiete liegen im Osten von Wilsede in Richtung Undeloh. In Wilsede entspringt der Wilseder Bach.

## Geschichte
Hügelgräber aus der Jungsteinzeit und der Bronzezeit in der Nähe des heutigen Ortes deuten auf eine lange Siedlungsgeschichte hin.
Unter seinem heutigen Namen wurde Wilsede erstmals im Jahr 1287 urkundlich erwähnt. Das Dorf wurde im Quellbereich des Heidebaches Schwarze Beeke gegründet, der früher mehr Wasser führte als heute. Der Name Wilsede wird als „Wollweidenplatz“ oder „Quellplatz“ interpretiert. Möglicherweise geht er auch auf den heute noch in Niedersachsen gebräuchlichen Vornamen „Wils“ zurück.
Im Mittelalter bestand Wilsede aus zwei Vollhöfen, im 16. Jahrhundert kamen zwei Höfe von Kötnern hinzu. Das Dorf wurde 1638 während des Dreißigjährigen Kriegs von marodierenden Soldaten überfallen.
Die Gutsherrschaft des Klosters St. Michaelis Lüneburg über das Dorf hemmte über Jahrhunderte seine Entwicklung, weil die Eigner durch neue Höfe eine Schwächung der alten, ihnen abgabenpflichtigen Höfe fürchteten. Die Ablösung von der Gutsherrschaft erfolgte erst zur Zeiten der Bauernbefreiung und nach dem Inkrafttreten des Ablösungsgesetzes von 1831 im Königreich Hannover. 1838 löste sich der Hof des Bauern Hillmers ab, später folgten die anderen drei Höfe Witthöft, Rieckmann und Hillmer. 1857 kam eine fünfte Hofstelle hin, und 1891 bestanden 9 Wohnhäuser im Ort. Im Jahr 1750 wurde eine Schule gebaut, die 1882 abbrannte und 1885 erneuert wurde. 1882 entstand ein Armenhaus für zwei Familien.
Ein weiteres Haus wurde 1907 auf Initiative des Lehrers Bernhard Dageförde errichtet. Er ließ das Wohnhaus eines Bauern aus Hanstedt in der Nordheide nach Wilsede translozieren und richtete darin das Heidemuseum Dat ole Huus ein. Dageförde bestückte es mit zahlreichen heidetypischen Einrichtungsgegenständen. Im Jahr 1909 organisierte Pastor Bode auf einem Grundstück gegenüber dem Heidemuseum den Bau des Gasthauses zum Heidemuseum. Ab dem Jahr 1910 begann der Verein Naturschutzpark mit Aufkäufen in Wilsede. Er konnte im Laufe der Jahre die meisten Gebäude erwerben. 1954 wurde ein Gemeindehaus errichtet.

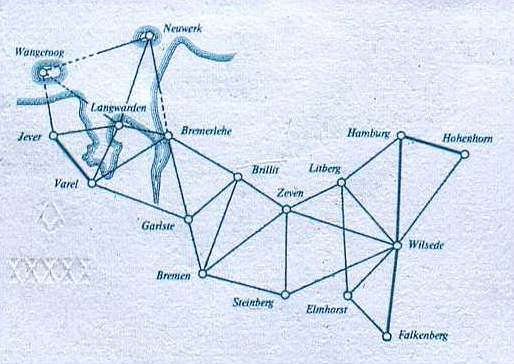
Ausschnitt Rückseite 10-Deutsche-Mark-Note

Auf der am 16. April 1991 herausgegebenen Zehn-Deutsche-Mark-Note in der Vierten Serie („BBk III“) wurde Wilsede als wichtiger Punkt auf der Skizze der  Vermessung von Wangerooge und Neuwerk durch Triangulation auf der Rückseite gezeigt. Der Vermessungspunkt befand sich auf dem Gipfel des Wilseder Bergs.
Am 1. März 1974 wurde Wilsede in die Gemeinde Bispingen eingegliedert. Die ehemalige Gemeinde Wilsede hatte eine Fläche von 15,32 km².

## Politik
Ortsvorsteherin ist Claudia Kruse.

## Kultur und Sehenswürdigkeiten
Das Heidemuseum bietet einen Einblick in die Lebens- und Arbeitsverhältnisse eines typischen Heidebauernhofes um 1850. Im benachbarten Ausstellungsschafstall werden wechselnde Sonderausstellungen zur Lüneburger Heide gezeigt. Daneben liegt ein Kräuter-, Stauden- und Gemüsegarten.
Im Jahr 1964 wurde der Emhoff nach Wilsede transloziert. Das im Jahr 1609 errichtete Gebäude stammt ursprünglich aus Emmingen im Landkreis Soltau. Es dient heute als Konferenzraum und Tagungsstätte.
In Wilsede sind alle Merkmale eines typischen Heidedorfes erhalten geblieben. Es ist ein lockeres Haufendorf, das ohne scharfe Grenze in die umliegende Landschaft übergeht. Die Höfe liegen verstreut ohne sichtbare Ordnung über das Dorf verteilt. Sie sind von Bäumen umgeben und durch charakteristische Steinmauern von den Straßen abgegrenzt. Neben den Vollhöfen und Koten gibt es in Wilsede noch Treppenspeicher und früher gemeinschaftlich genutzte Backhäuser.

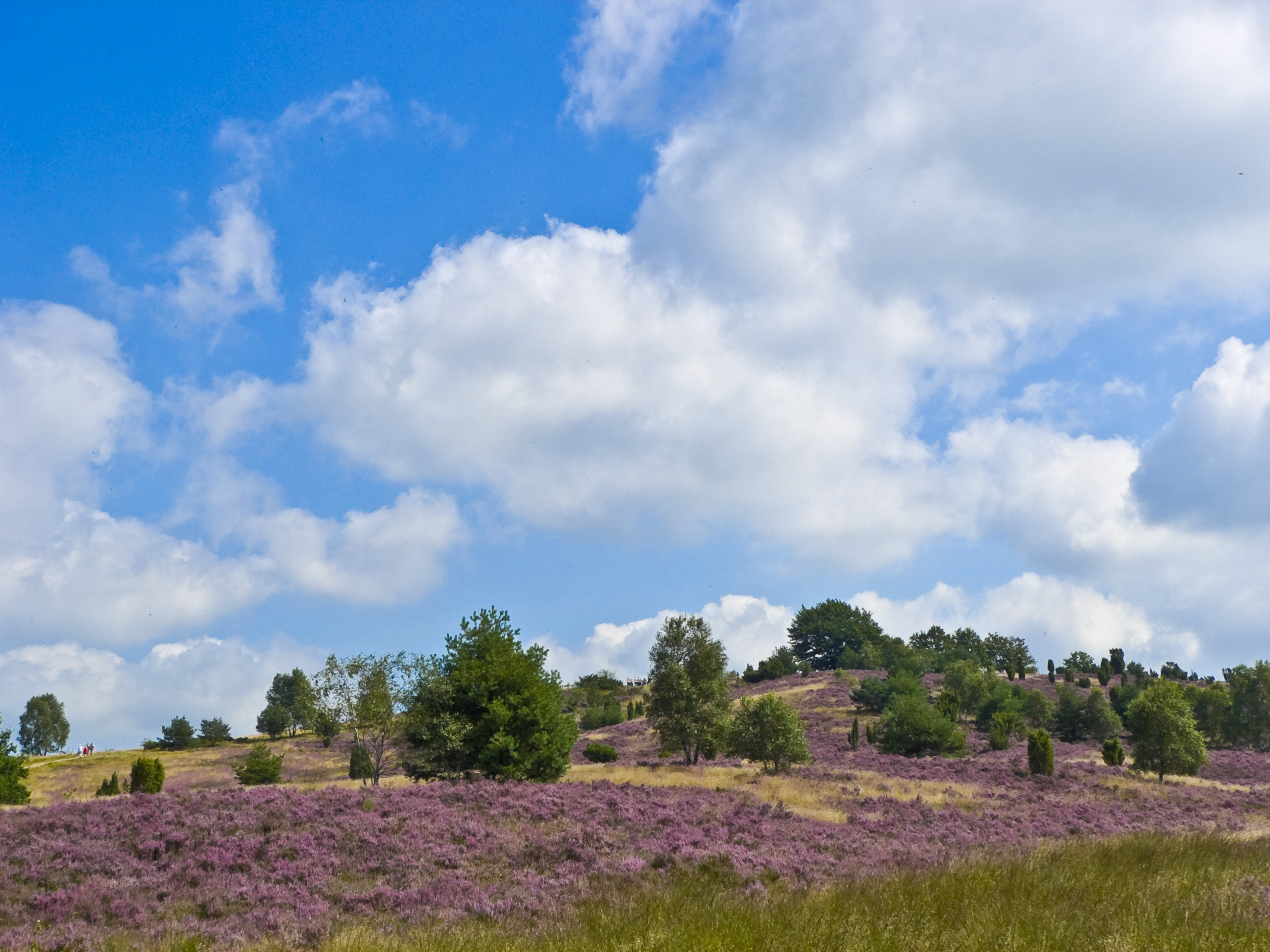
Wilseder Berg
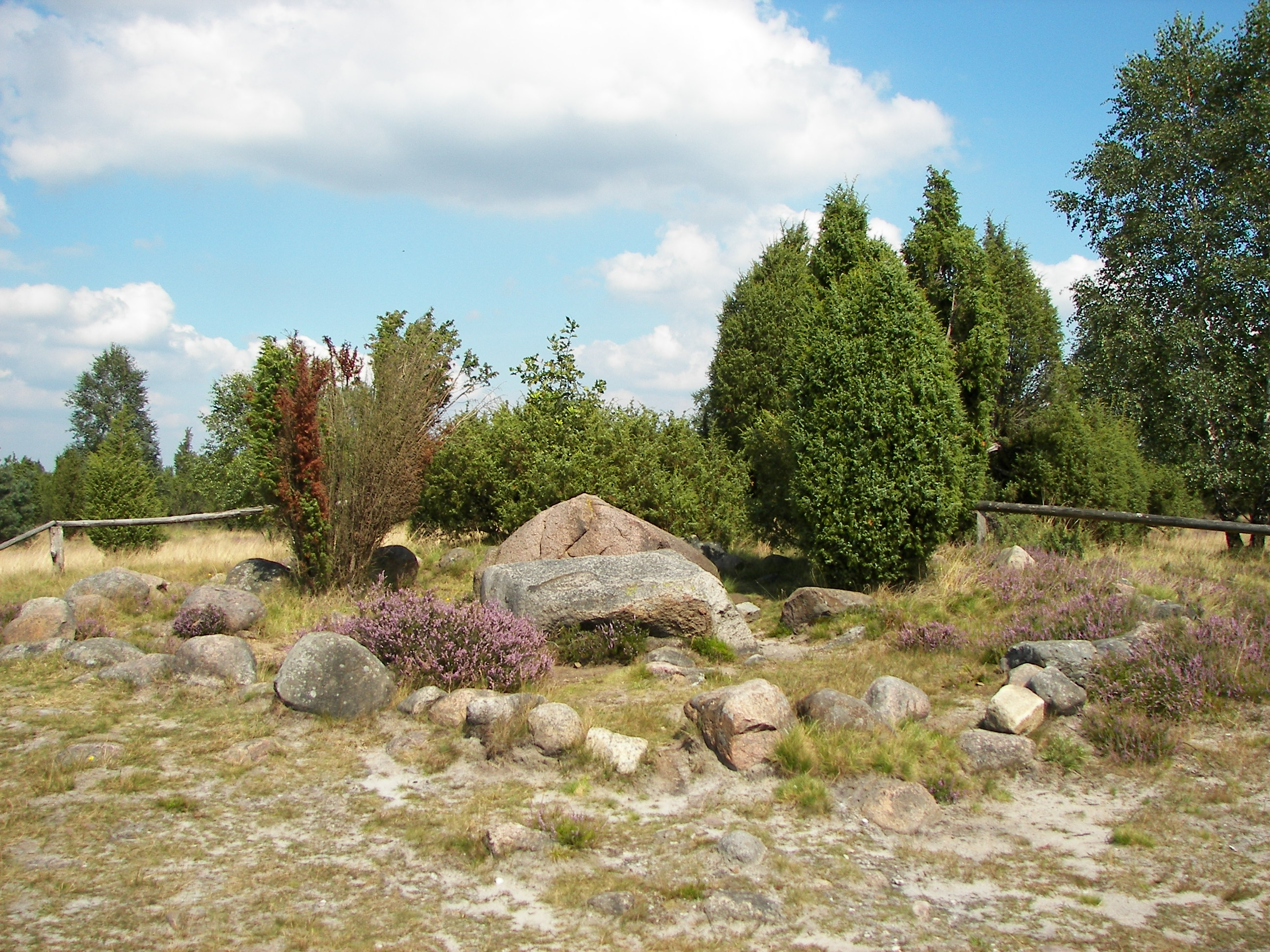
Hannibals Grab nahe Wilsede
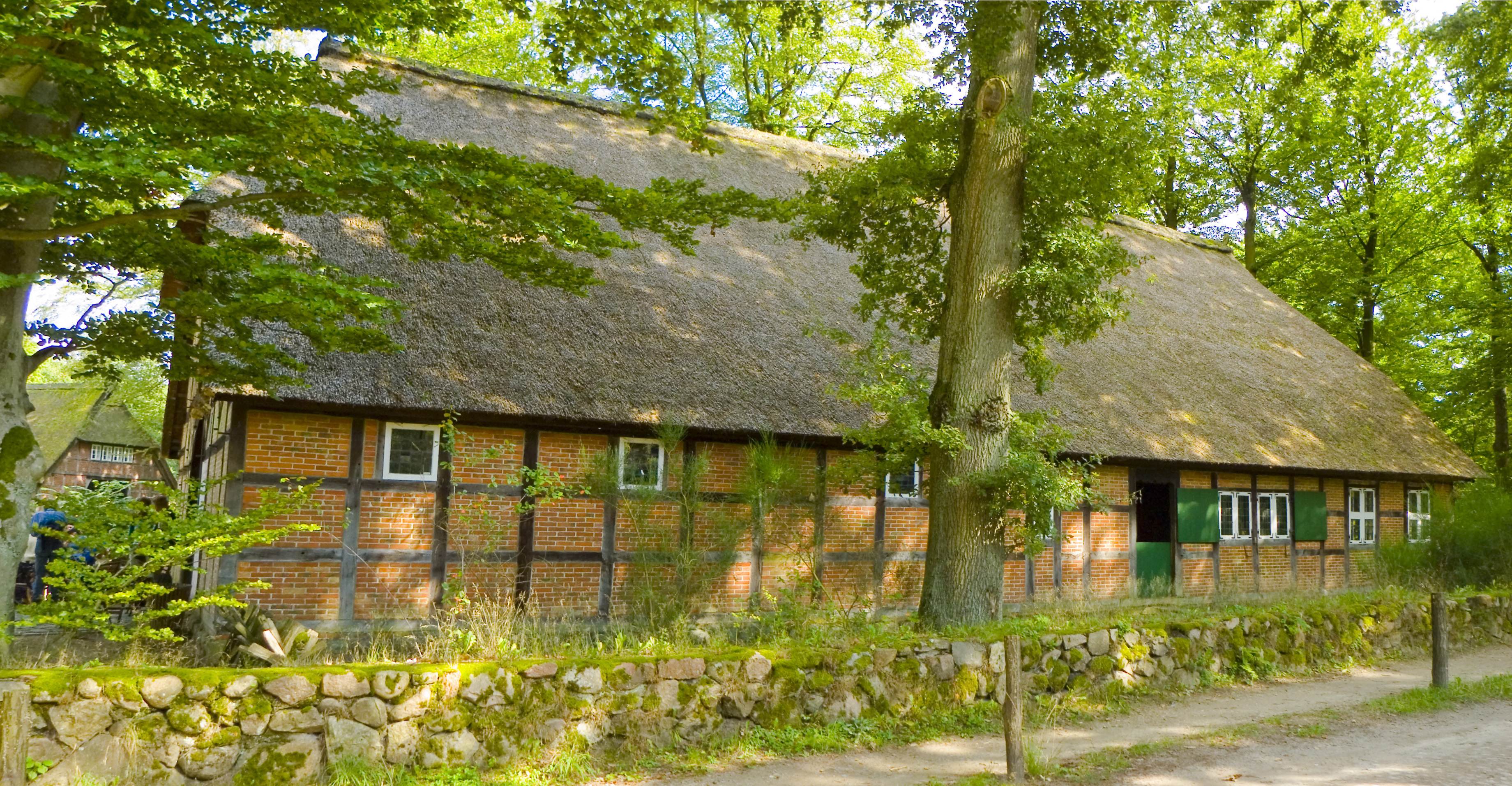
Das um 1540 erbaute Hallenhaus Dat ole Huus, 1907 nach Wilsede versetzt
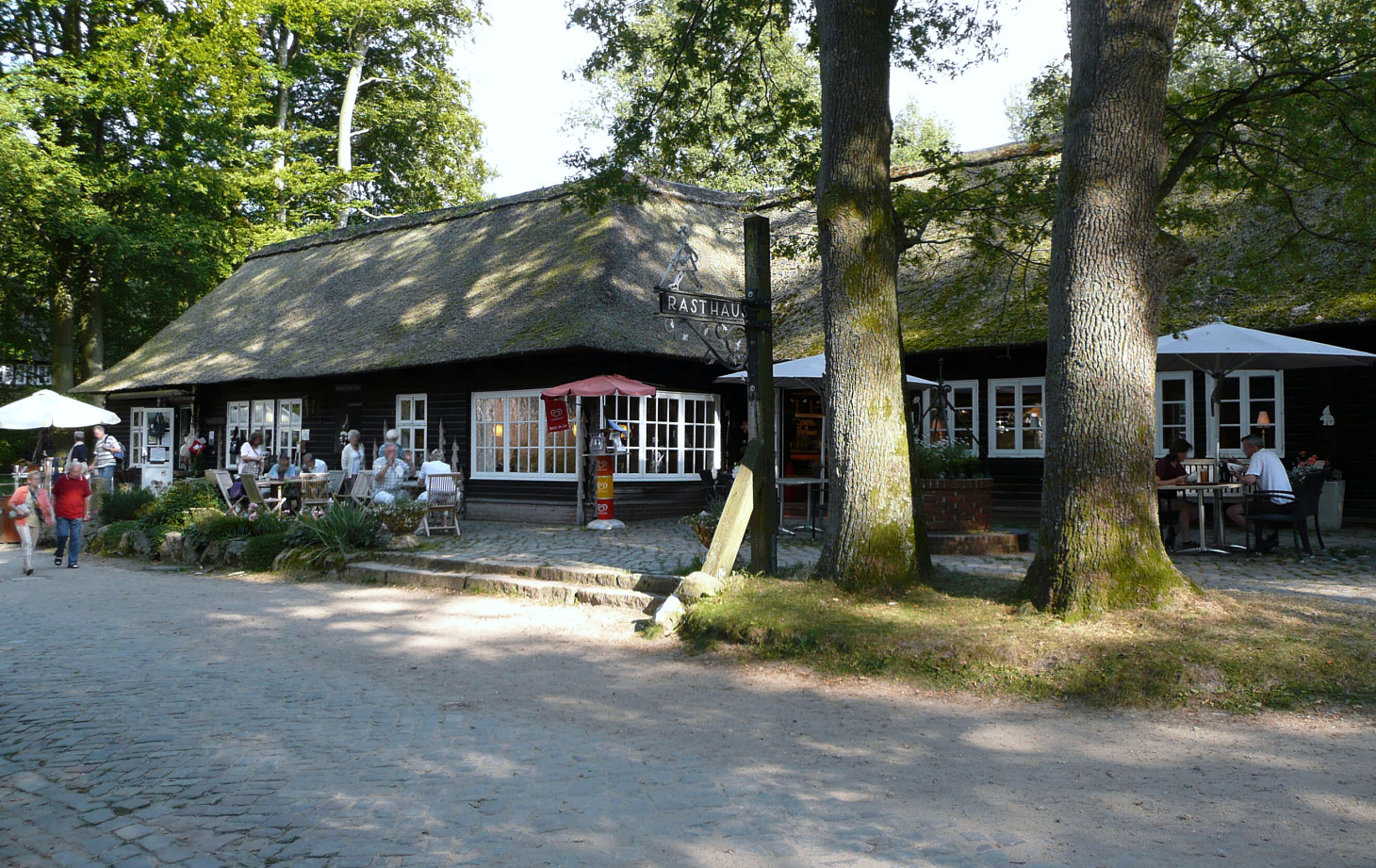
Selbstbedienungs-Restaurant Milchhalle und der Museumsladen

Siehe auch: Liste der Bodendenkmale in Bispingen#Wilsede

## Wirtschaft und Infrastruktur

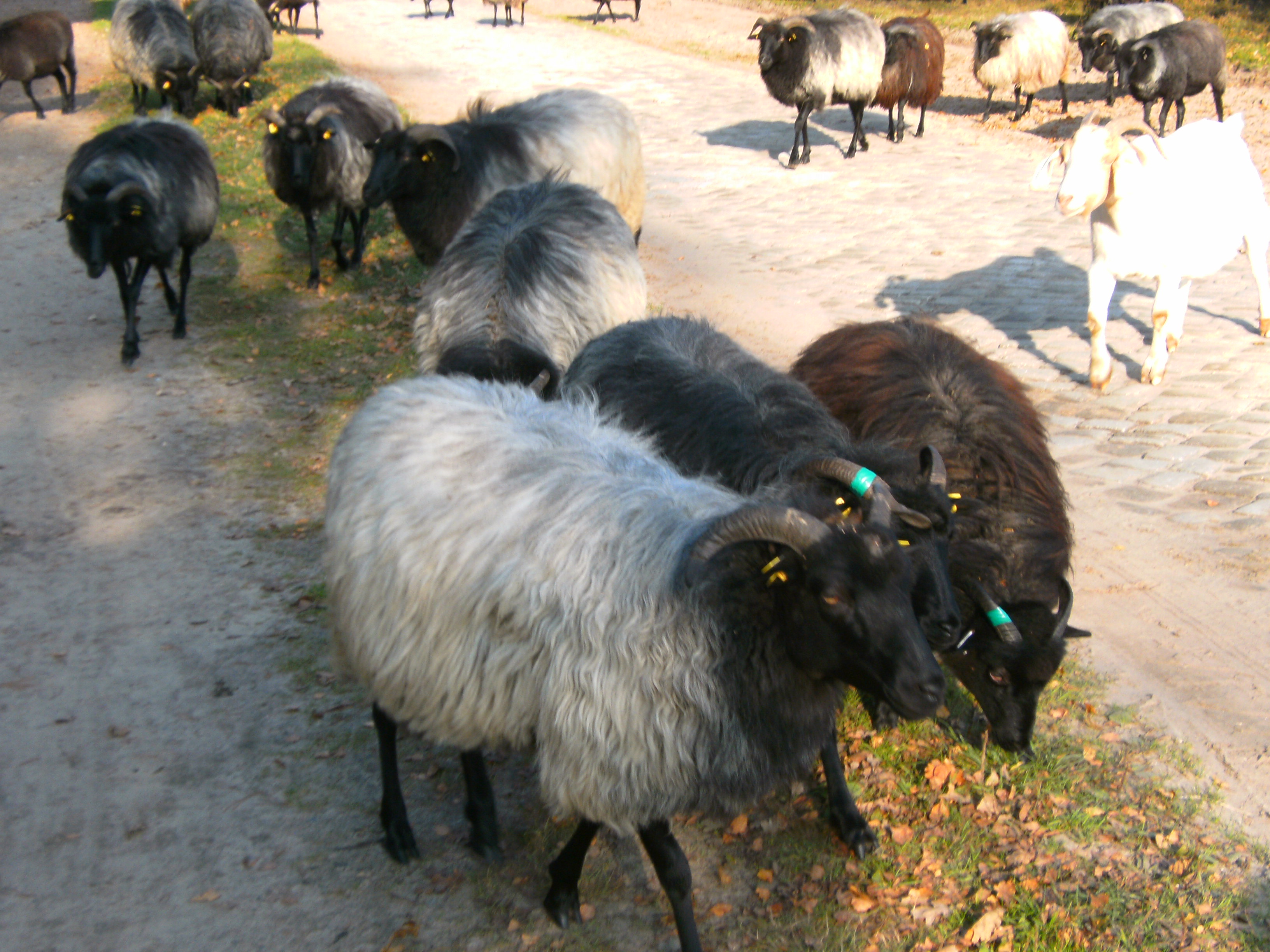
Heidschnuckenherde zwischen Undeloh und Wilsede

### Unternehmen
Landwirtschaftliche Betriebe gibt es in Wilsede gegenwärtig nicht mehr. Die Einwohner leben vom Tourismus und der Forstwirtschaft.
Die in Wilsede ansässige Familie Büttinghaus betreibt in Wilsede ein Hotel. Die Familie kann bis 1368 zurückverfolgt werden, war jedoch die meiste Zeit unter dem Namen Witthöft bekannt.
Neben dem Gasthaus zum Heidemuseum existieren in Wilsede noch weitere Gasthäuser, die meistens aus ehemaligen Vollhöfen hervorgegangen sind. Außerdem gibt es eine „Milchhalle“, die jetzt ein vom Verein Naturschutzpark betriebenes Selbstbedienungsrestaurant ist sowie einen Museumsladen.
Bei Wilsede gibt es mehrere Schafställe, die bis heute vom Verein Naturschutzpark zur Unterstellung der eigenen Heidschnuckenherden genutzt werden.
Am Ortsausgang in Richtung Wiseder Berg baut der Verein Naturschutzpark in Nachahmung der alten Heidebauernwirtschaft historische Kultursorten an, darunter Buchweizen (Fagopyrum esculentum) und hoch wachsende Roggen-Sorten (Secale cereale). Das Stroh der bis zu 1,5 m hohen Pflanzen wurde früher anstelle von Riedgras zum Dachdecken verwendet.

### Verkehr
Wilsedes Straßen sind für den allgemeinen Kraftfahrzeugverkehr gesperrt. In der Hochsaison im August und September wird Wilsede dennoch von bis zu 10.000 Personen pro Tag aufgesucht. Besucher können Wilsede entweder zu Fuß, mit dem Fahrrad oder mittels einer der zahlreichen Kutschen von den umliegenden Dörfern aus erreichen, in denen große Wanderparkplätze angelegt wurden. Heidschnuckenherden beweiden die Lüneburger Heide. Durch Wilsede führt der 223 km lange Fernwanderweg Heidschnuckenweg, der von Hamburg-Fischbek nach Celle führt.

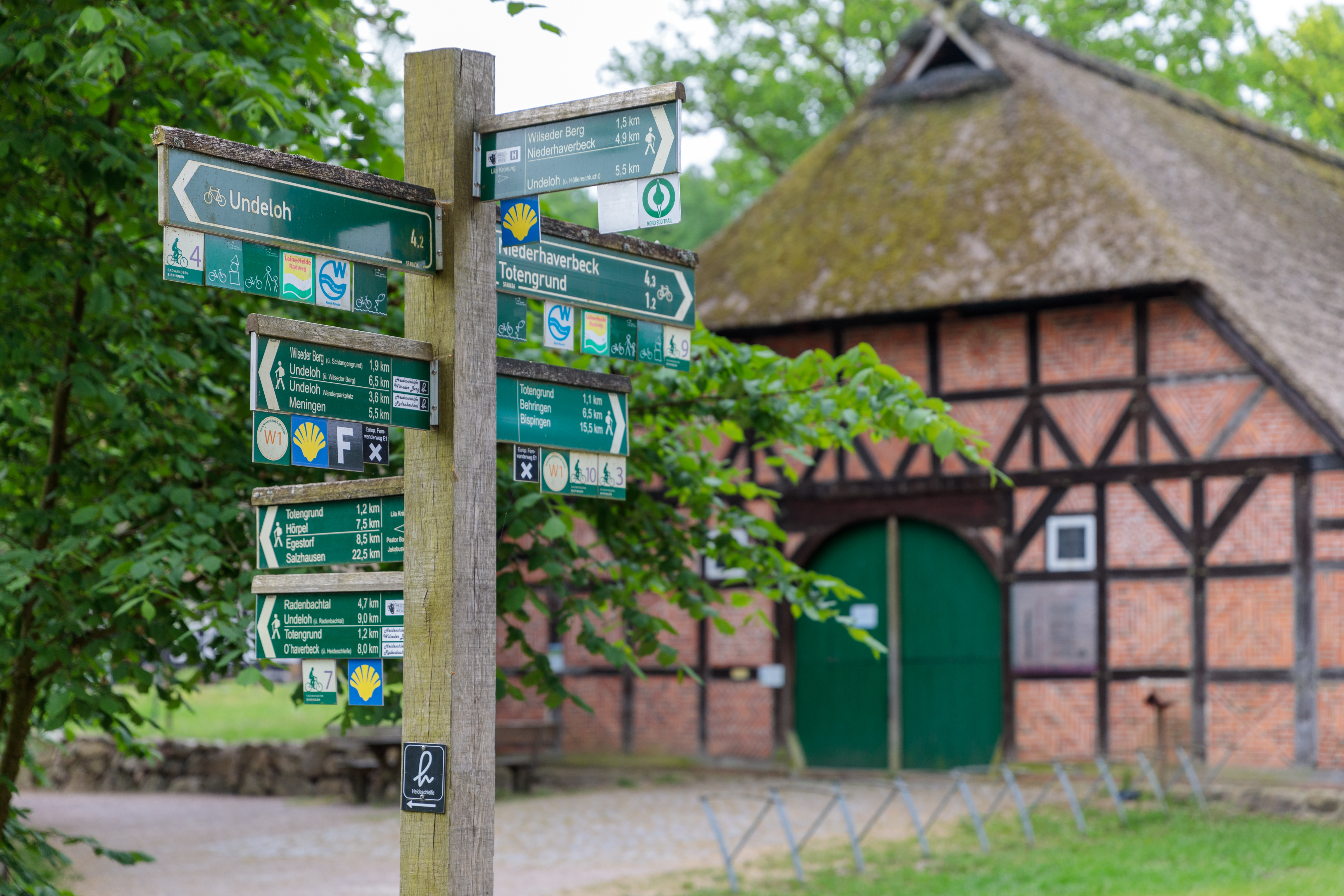
Wanderwegweiser
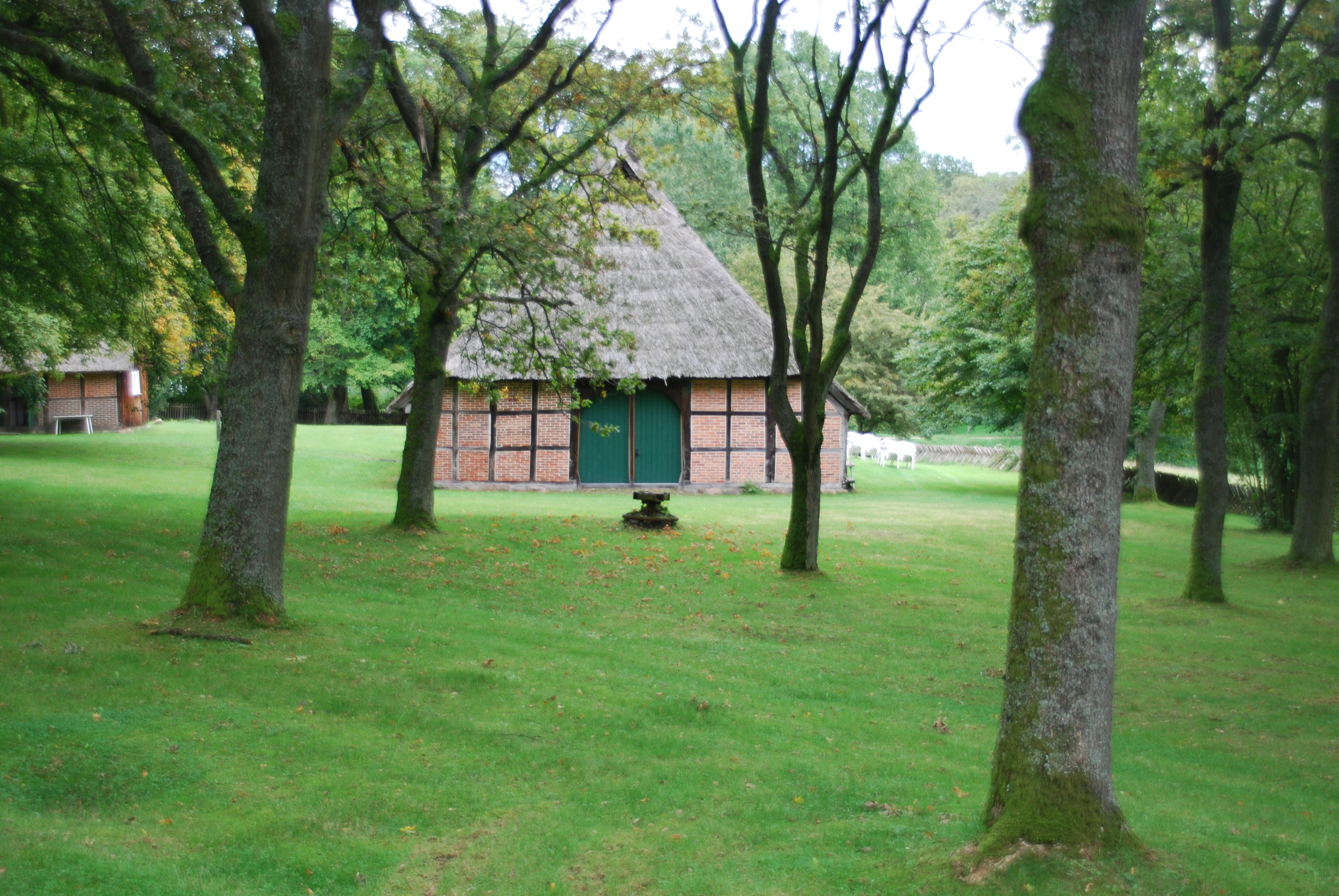
Hofanlage in Wilsede
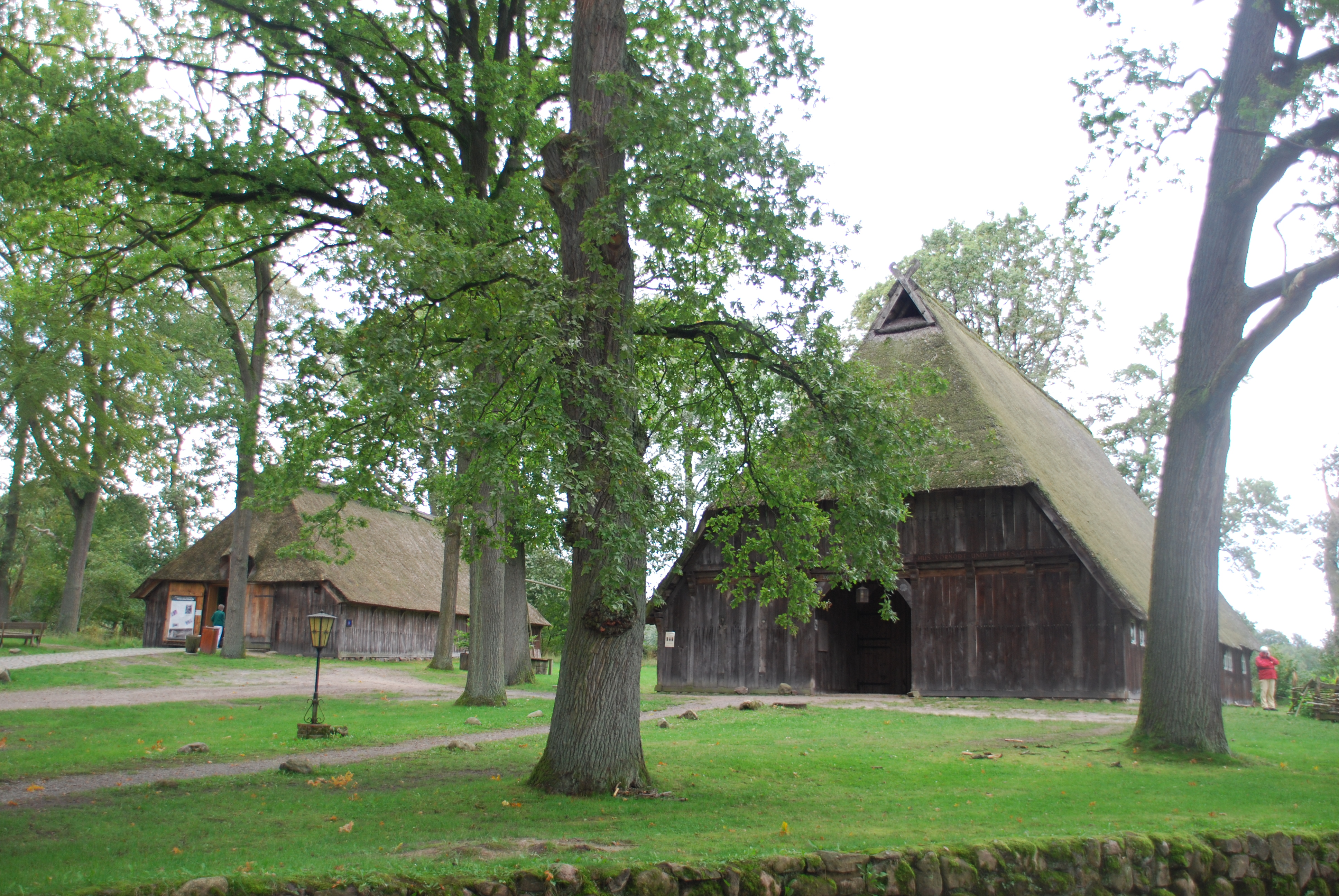
Emhoff in Wilsede
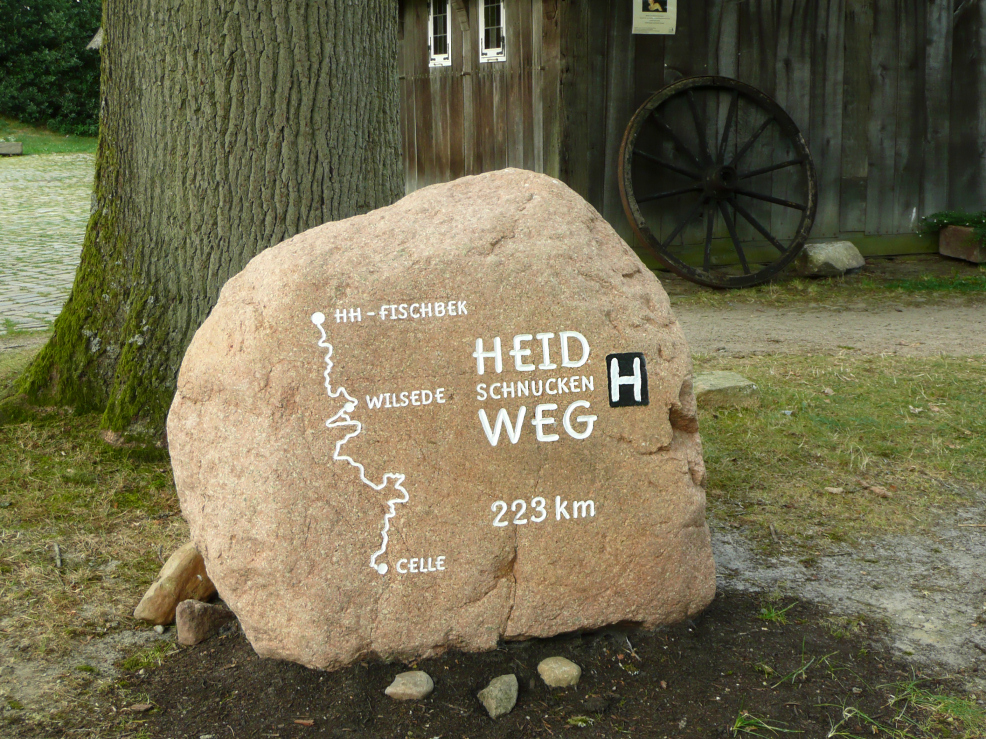
Stein vor dem Emhoff für den 2012 in Wilsede eröffneten Heidschnuckenweg
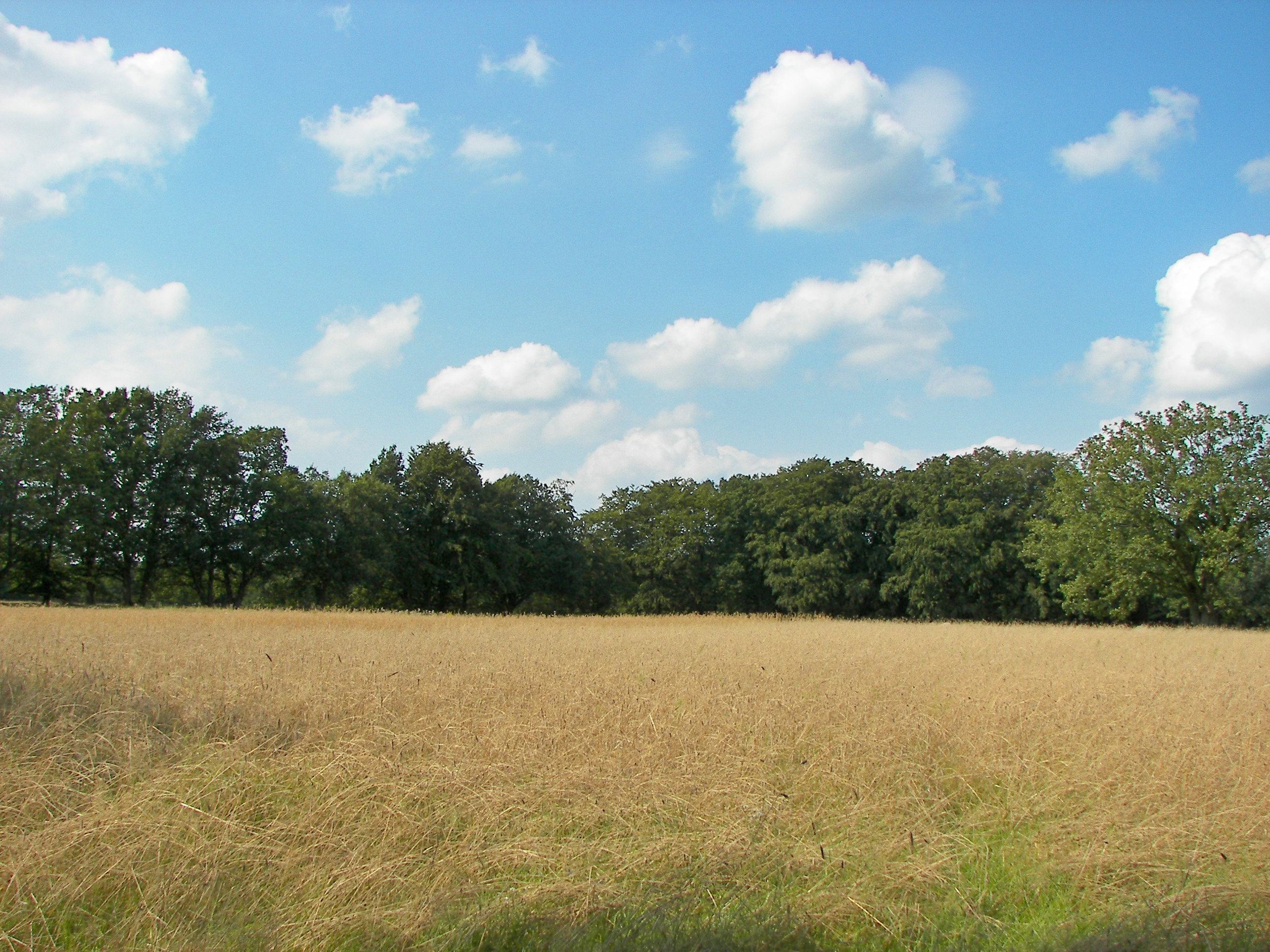
Roggenfeld bei Wilsede
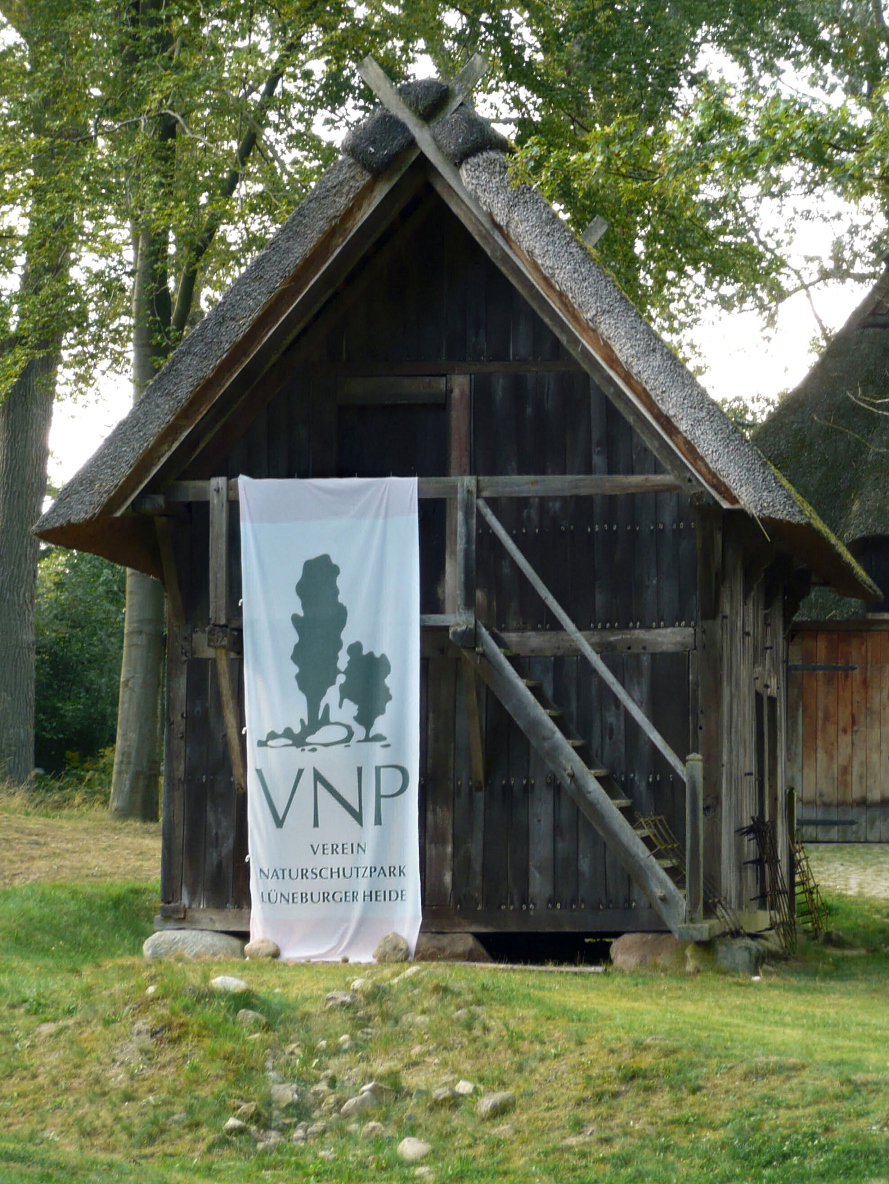
Logo des Vereins Naturschutzpark an einem Treppenspeicher in Wilsede

## Persönlichkeiten
- Arnold Lyongrün (1871–1935), akademischer Maler, Lehrer an der Staatlichen Kunstgewerbeschule Hamburg, Mitglied der Hamburgischen Künstlerschaft, zeitweise wohnhaft und tätig in Wilsede.

Gemälde von Arnold Lyongrün
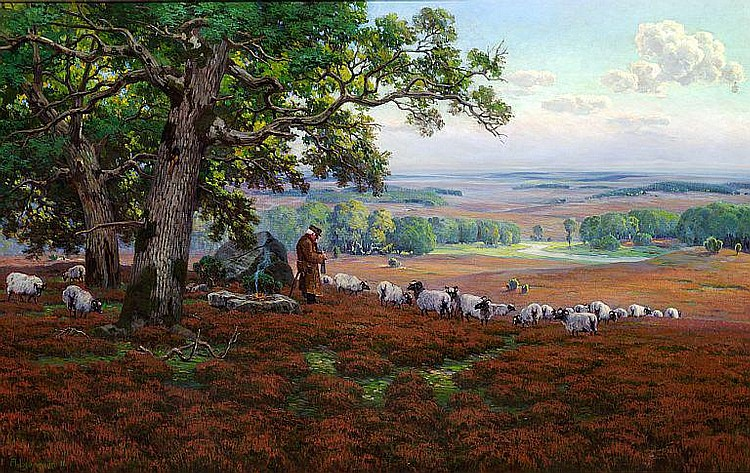
Schäfer mit Schafherde bei Wilsede, Ölgemälde 1909
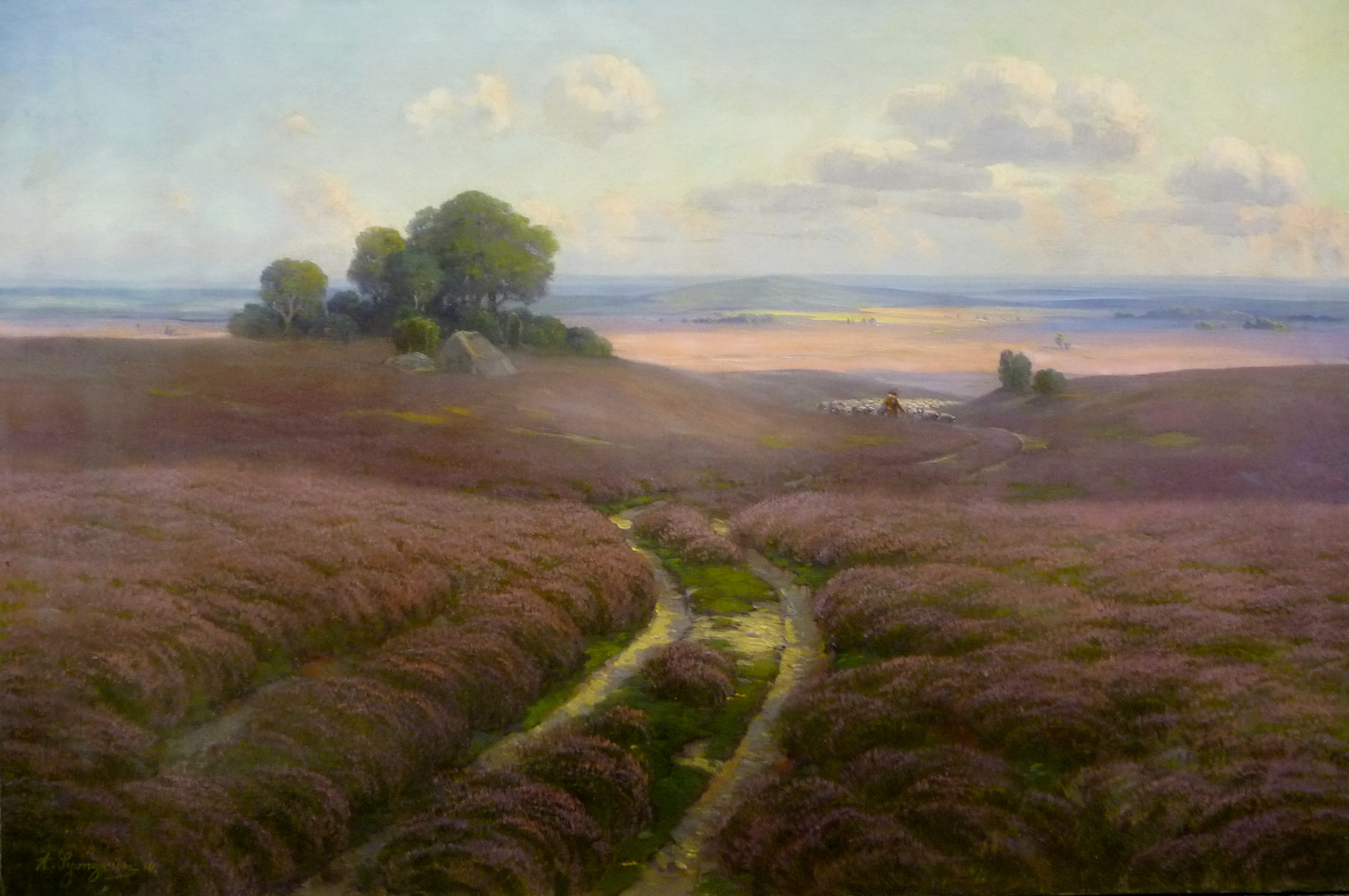
Auf blühender Heide bei Wilsede, Ölgemälde 1910
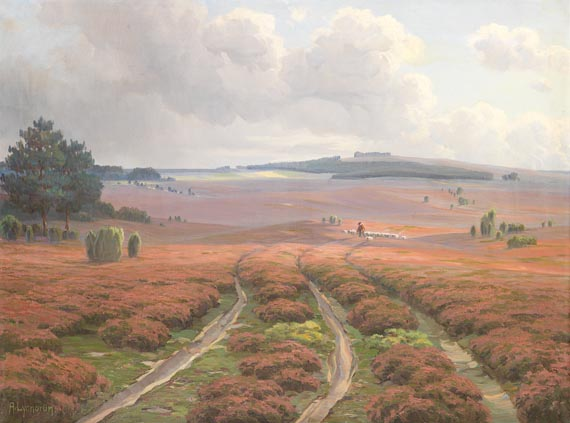
Landschaft bei Wilsede nach dem Regen, Ölgemälde 1911
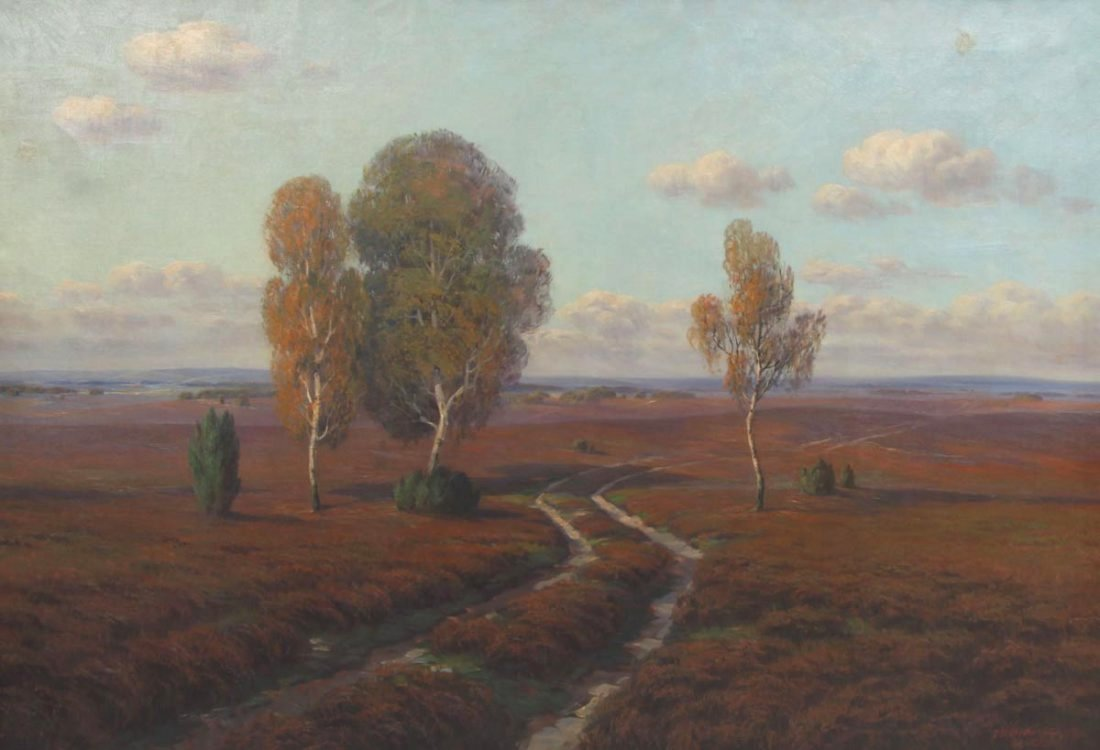
Herbstheide bei Wilsede, Ölgemälde 1909
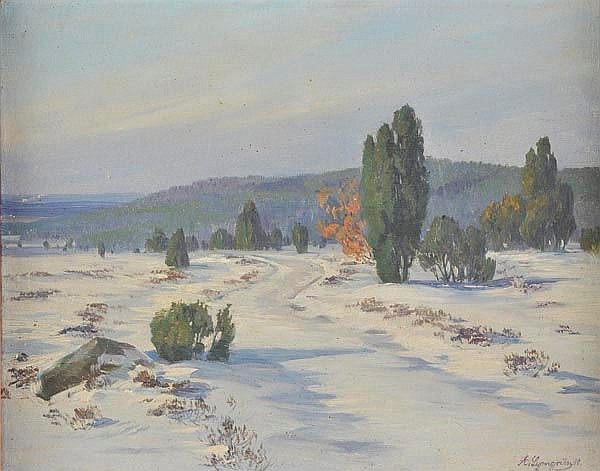
Winterliche Heide bei Wilsede, Ölgemälde 1910

- Wilhelm Bode (1860–1927), evangelischer Pastor und Naturschützer. Sorgte maßgeblich für die Unterschutzstellung der Heideflächen um Wilsede. Verbrachte seine letzten Lebensjahre ebendort. Der Pastor-Bode-Weg führt von seiner damaligen Pfarrstelle Egestorf durch die Döhler Fuhren nach Wilsede.